# Université de Mons
Ne doit pas être confondu avec UCLouvain FUCaM Mons.
L'université de Mons (en abrégé UMONS) est une université francophone de Belgique située à Mons, chef-lieu de la province de Hainaut, à proximité de la frontière franco-belge.
La création de l’université de Mons, fondée sur l’association de l’université de Mons-Hainaut, de la Faculté polytechnique de Mons et du département montois de l'Institut d'architecture intercommunal, consolide le pôle universitaire montois qui, dès la rentrée 2009-2010, a pris sa place dans le nouveau paysage universitaire de la Communauté française de Belgique. 
L'UMONS devient ainsi la principale université du Hainaut, avec des implantations à Mons et Charleroi; elle est l'université référente du Pôle hainuyer, coupole regroupant tous les acteurs de l'enseignement supérieur en Hainaut.
L’UMONS comprend 7 facultés et 3 écoles qui délivrent les grades de bachelier, master et docteur.

## Historique
Le 6 juillet 2007, les conseils d'administration de l'université de Mons-Hainaut, appartenant à la communauté française de Belgique, et de la Faculté polytechnique de Mons, institution libre non-confessionnelle, ont décidé à l'unanimité de créer une entité commune, l'université de Mons, opérationnelle dès la rentrée 2009-2010.
Le 25 novembre 2008, le Parlement de la Communauté française de Belgique a adopté à l'unanimité le décret créant l'université de Mons. L'UMONS rassemblait plus de 7 000 étudiants appartenant à une quarantaine de nationalités différentes dès 2015. Sa poulation estudiantine en forte croissance atteignait près de 11000 étudiants en 2021. Elle propose 40 formations de 1er, 2e et 3e cycles organisées sur ses campus de Mons et de Charleroi. Plus d'un millier d'enseignants, de scientifiques, de chercheurs et d'agents techniques et administratifs y travaillent au quotidien. L'UMONS a noué 230 partenariats internationaux avec plus de 50 pays répartis sur les cinq continents.
L'université se compose de sept facultés et trois écoles. Pendant la période d'existence des Académies, elle a été membre de l'académie universitaire de Wallonie-Bruxelles. L'Université de Mons-Hainaut était membre fondateur du Réseau hainuyer d’enseignements supérieurs et universitaires (RHESU) qui regroupait en son sein plusieurs hautes écoles libres non-confessionnelles et publiques de la province de Hainaut et la FPMs. 
À la suite de la réorganisation du paysage universitaire en Fédération Wallonie-Bruxelles en pôles géographiques et le remplacement des académies par une structure unique, l'Académie de recherche et d'enseignement supérieur (décret du 7 novembre 2013), ce réseau laissera place à un nouveau pôle académique, le Pôle hainuyer incluant tous les acteurs de l'enseignement supérieur du Hainaut : l'université de Mons, les 3 implantations de l'UCLouvain, et l'ULB, ainsi que toutes les hautes écoles et écoles supérieures des arts. Le Pôle hainuyer est dirigé par l'UMONS, seule université ayant son siège principal en Hainaut; il rassemble plus de 30 000 étudiants et propose plus de 250 diplômes. 

### Population étudiante
Évolution du nombre d'étudiants à l'université de Mons depuis sa création en 2009, ainsi que des deux universités la précédant : l'université de Mons-Hainaut et la faculté polytechnique de Mons (situation en juin de chaque année académique).
Le graphique qui aurait dû être présenté ici ne peut pas être affiché car il utilise l'ancienne extension Graph, désactivée pour des questions de sécurité. Des indications pour créer un nouveau graphique avec la nouvelle extension Chart sont disponibles ici.

## Facultés
- Faculté de Médecine et de Pharmacie
  - Bachelier en médecine
  - Master en médecine (à partir de septembre 2024[11])
  - Bachelier en sciences pharmaceutiques
  - Master en sciences pharmaceutiques (depuis septembre 2020[12])
  - Bachelier et Master en sciences biomédicales
  - Doctorat en sciences médicales
  - Doctorat en sciences biomédicales et en sciences pharmaceutiques
- Faculté polytechnique de Mons - FPMs
  - Bachelier Ingénieur civil
  - Bachelier Ingénieur civil architecte
  - Master Ingénieur civil électricien
  - Master Ingénieur civil mécanicien
  - Master Ingénieur civil en chimie et sciences des matériaux
  - Master Ingénieur civil en informatique et gestion
  - Master Ingénieur civil des mines et géologie
  - Doctorat en sciences appliquées
- Faculté de Psychologie et Sciences de l'Éducation
  - Bachelier en sciences psychologiques et de l’éducation, orientation générale
  - Bachelier en sciences psychologiques et de l’éducation, orientation logopédie
  - Master en sciences psychologiques
  - Master en sciences de l’éducation
  - Master interuniversitaire en orthopédagogie clinique
  - Doctorat en sciences psychologiques et de l'éducation
- Faculté des Sciences
  - Bachelier et master en sciences mathématiques
  - Bachelier et master en sciences informatiques
  - Bachelier et master en sciences physiques
  - Bachelier et master en sciences chimiques
  - Bachelier et master en sciences biologiques
  - Doctorat en sciences
- Faculté de traduction et d'interprétation
  - Bachelier en traduction et interprétation
  - Master en traduction
  - Master en interprétation
  - Doctorat en traduction et interprétation
- Faculté d'économie et de gestion - Warocqué 
  - Bachelier et master Sciences économiques et de gestion
  - Bachelier et master Sciences de gestion
  - Bachelier et master Ingénieur de gestion
  - Bachelier et master Politique économique et sociale
  - Doctorat en sciences économiques et de gestion
- Faculté d'architecture et d'urbanisme
  - Bachelier en architecture
  - Master en architecture
  - Doctorat en architecture

## Écoles
- École des Sciences humaines et sociales
  - Bachelier en Sciences humaines et sociales
  - Master en Transitions et Innovations Sociales
- École des Sciences juridiques
  - Bachelier en droit
- École de Formation des Enseignants

## Vie étudiante
La vie étudiante au sein de l'Université de Mons est organisée par un organe représentant l'ensemble des étudiants et par des organisations étudiantes facultaires.
L'organe représentant l'ensemble des étudiants est une association reconnue par la Fédération Wallonie-Bruxelles au sens décrit dans le Décret Participation. L'ASBL Organisation Représentative des Étudiants de l'Université de Mons (ORE-UMONS) est donc à ce titre le Conseil étudiant de l'université.
L'ORE UMONS représente les étudiants et défend leurs intérêts tant à l'intérieur de l'institution qu'à l'extérieur via son affiliation et sa participation à une organisation de représentation communautaire (ORC). Depuis fin 2017, l'ORE est affiliée à la FEF.
En parallèle à ses activités pure de représentation, l'ORE-UMONS met en place différentes activités inter-facultaires en vue d'unifier l'ensemble de la communauté étudiante. La plus fameuse de ses activités étant  "Les 4h Cuistax", une course folklorique ayant lieu chaque année à la fin avril.
Chacune des facultés dispose également de sa propre Assemblée Générale des Étudiants (AGE) organisant des activités qui lui sont propres, tel qu'un bal académique ou diverses soirées à thèmes. Ces associations regroupent aussi des organes de Comité de Représentation des Étudiants (CRE) qui ont pour objectif de défendre et organiser la représentation au sein des différentes facultés.
D'un point de vue folklorique, 4 cercles de baptêmes coexistent dans les différentes facultés: Archi (FAU), FMM (FMP), Polytech (FPMs) et Wawa (FWEG).
L'ensemble de ces associations sont accompagnées dans leurs exercices par une série d'autres structures regroupant des étudiants dans des thématiques propres d'engagements sportifs, culturels, sociétaux et humanitaires.

## Recherche
La recherche à l'UMONS est structurée autour d'axes forts (instituts) présentant une masse critique. Il y a désormais 10 instituts de recherche :

### Institut BIOSCIENCES: les biosciences
L’Institut Biosciences de l’UMons (IBS) est consacré aux sciences biologiques, fondamentales et appliquées dont les thématiques sont centrées autour des concepts d’évolution, d’adaptation et d’interactions qui sont abordés aussi bien aux niveaux moléculaires, cellulaires que des individus ou des populations.

### Institut COMPLEXYS: les systèmes complexes
Les systèmes complexes sont des systèmes constitués d’un grand nombre d’entités interagissant localement. Comme exemples, on peut citer le cerveau, le marché économique, les écosystèmes écologiques. Cependant, le comportement global d’un tel système ne peut pas être prédit en étudiant ses parties de manière isolée : tout est lié et des propriétés globales émergent des interactions locales. En plus de la physique non linéaire, le développement des outils mathématiques et l’essor de l’informatique fournissent actuellement les ressources indispensables pour étudier ces phénomènes. Ces techniques sont désormais à la pointe de l’analyse, de la modélisation et de la simulation de nombreux systèmes complexes en sciences exactes, sciences de l’ingénieur, sciences de la vie et sciences humaines et sociales.

### Institut ENERGIE: le développement durable
Actuellement, nos modes de production et de consommation de l’énergie sont clairement dans une logique non durable. Les enjeux sociétaux et économiques sont tels que l’on assiste à l’élaboration de plans politiques à très long terme (80 % à 95 % de diminution des rejets de gaz à effet de serre à l’horizon 2050 en Europe - par rapport à 1990). De tels objectifs politiques nécessitent des développements nouveaux dans tous les secteurs de la société. La problématique énergétique est en effet une thématique essentiellement multidisciplinaire. Elle couvre des aspects scientifiques, technologiques, sociétaux, législatifs, économiques et politiques. Elle nécessite donc une approche intégrée de nombreuses disciplines.

### Institut HUMANORG: le développement humain
L’Institut de recherche en développement humain et des organisations a été créé en septembre 2012 afin de rassembler des projets de recherche en lien avec la notion de changement, sous l’angle de l’étude des conséquences des phénomènes d’innovation à trois niveaux : des individus, des organisations et sociétal et dans des domaines divers: comportement des personnes, comportement des marchés financiers, comportement social.

### Institut INFORTECH: les TICs
Les années 2000 ont vu se développer les sciences et technologies de l’information et de la communication associant l’informatique, l’internet et les télécommunications et ce largement soutenues par l’essor de la microélectronique, des disciplines associées au traitement et à l’exploitation de l’information et du signal. En parallèle à ces développements, des études plus fondamentales ont été menées concernant les systèmes logiciels, les systèmes d’information et les systèmes de communication. Les chercheurs de l’UMONS actifs dans ce domaine se sont associés dans l’Institut de recherche en technologies de l’information et des sciences de l’nformatique. Cet Institut regroupe, outre les sciences de l’informatique et les sciences de l’ingénieur, les sciences humaines (sociologie, psychologie, traduction). Grâce aux synergies ainsi créées offrant un large éventail de compétences et d’équipements, l’Institut vise à promouvoir les activités de recherche dans le domaine et ses applications ainsi qu’une meilleure diffusion des résultats de recherche tant au niveau formation que vers l’extérieur.

### Institut LANGAGE: technologies du langage
L’Institut a pour objectif la coordination, la promotion et le développement de recherches centrées sur le langage dans tous ses aspects, par delà les cloisonnements classiquement liés aux secteurs professionnels et académiques où œuvrent d’ordinaire séparément les divers spécialistes du langage (littérature, logopédie, traduction, médecine, traitement du signal, psycholinguistique, etc.). Il vise, par la mutualisation des efforts de toutes les composantes de l’UMONS ayant des activités scientifiques concernant à quelque titre que ce soit le langage, non seulement au développement scientifique de chacune de celles-ci dans son secteur propre, mais encore à l’émergence de recherches en collaboration multi- et interdisciplinaire.

### Institut MATÉRIAUX: les matériaux nouveaux
L’Institut MATÉRIAUX fédère les compétences de trois centres de recherche: le CIRMAP (Centre d’Innovation et de Recherche en Matériaux Polymères), le CRPM (Centre de Recherche en Physique des Matériaux) et le Centre de recherche en Ingénierie des Matériaux (CRIM). Le Programme d’Excellence OPTI²MAT, financé par la Région wallonne, est le point fondateur et moteur à l’origine de la création de l’Institut.

### Institut NUMEDIART: les technologies créatives
L’Institut NUMEDIART pour les Technologies des Arts Numériques a été créé en 2010 en prolongement du Programme d’Excellence NUMEDIART financé par la Région wallonne (2007- 2012). Il est le fruit de nombreuses années de préparation qui ont permis à l’UMONS d’acquérir une expertise reconnue au niveau international dans le domaine du traitement du son, de l’image, de la vidéo, des gestes et des bio-signaux pour les applications où l’interaction homme-machine vise à faire naître l’émotion. L’Institut a pour mission d’assurer des activités de formation et de recherche dans le domaine des technologies des arts numériques, tout en capitalisant sur la dynamique enclenchée dans le cadre de Mons 2015, et de contribuer à la valorisation et à la création de nouvelles activités dans le secteur des industries créatives.

### Institut RISQUES: management des risques
La complexité des organisations et les interdépendances des infrastructures technico-économiques font que le risque est devenu un thème d’actualité. Les catastrophes naturelles, les accidents majeurs ou les crises socio-économiques font partie des aléas auxquels la société est confrontée. Les Services académiques de l'UMONS, avec une expertise dans le domaine des sciences et de la gestion des risques, ont fédéré leurs activités au travers de l’Institut des Sciences et du Management des Risques.

### Institut SANTE: secteur de la santé
L’Institut SANTE rassemble les services académiques de l’UMONS dont les activités de recherche concernent le secteur de la santé. Ces Services sont au nombre de 20 et regroupent quelque 160 chercheurs, enseignants et techniciens. Leur objectif commun est l’amélioration de la santé humaine, tant sur le plan individuel que sur le plan communautaire. Cet objectif est sous-tendu par l’établissement de collaborations avec des opérateurs divers de ce secteur.

### Des centres de recherche ou pôles d'excellence
- Multitel (télécommunications, traitement du signal et de l'image)

Issu d'un projet de recherche du même nom, Multitel est un des principaux centres de recherches wallons dans le domaine des TICs, télécommunications, traitement du signal et de l'image, électronique et certification ferroviaire (ERTMS)
- Materia Nova (matériaux)
- Inisma (céramiques)
- CETIC (Informatique)
- Microscopie et Imagerie Moléculaire (CMMI)

Le "Center for Microscopy and Molecular Imaging") a été initialement porté par l'Académie universitaire Wallonie-Bruxelles. Le CMMI' répond au souhait de l’université libre de Bruxelles (ULB) et de l’université de Mons (UMons) de mutualiser et de compléter équipements et compétences remarquables afin d'offrir à la communauté scientifique une plateforme d’imagerie biomédicale préclinique intégrée et performante. Le Centre de microscopie et d’imagerie moléculaire offre un très large éventail d’instrumentations et de méthodologies modernes s’étendant de la microscopie électronique à l’imagerie in vivo de l’animal. Il propose aux industriels et aux laboratoires académiques des outils et des services de qualité ainsi que des modules de formation spécifiques à l’utilisation de ses équipements.

### Des dizaines de spin-offs, start-ups et brevets
Parmi les spin-offs (créées par l'université seule ou en collaboration avec d'autres universités ou centres de recherche) nous pouvons citer :
- Le groupe européen Acapela (synthèse de la parole)
- Polymedis (informatique médicale)
- ACIC (Systèmes de Vision Intelligents)
- Decizium (technologies d'aide à la décision)
- IT-Optics (logiciels libres)
- Smartware (vêtements intelligents)
- Biosentech (bio-senseurs)
- EuroVlab (plateforme multimédia destinée à la diffusion des sciences)
- Madagascar Holothurie (recherche sur les concombres de mer de Madagascar)

## Programmes internationaux
L'UMONS inscrit aussi son action au cœur de collaborations universitaires et scientifiques à l'échelle de la planète. 230 partenariats internationaux avec plus de 50 pays répartis dans les cinq continents ont été conclus. Elle favorise la mobilité de ses propres étudiants et de ses chercheurs au travers de nombreux programmes européens tels que SOCRATES-ERASMUS.
L’université collabore également à différents projets : TIME (Top Industrial Managers for Europe), EURAXESS (réseau d’aide de la Commission européenne pour les chercheurs)…
En 2013, la Faculté Polytechnique s’est vu attribuer le label européen EUR-ACE par la CTI (Commission des Titres d’Ingénieurs, France) pour l’ensemble de ses formations. Ce label place les formations de Polytech-Mons au niveau des meilleures écoles d’ingénieurs civils et garantit leur conformité aux standards de qualité européens, tant académiques que professionnels  

## Bibliothèques
L'UMONS offre à ses chercheurs et à ses étudiants les ressources de neuf bibliothèques. Outre la Bibliothèque centrale dont les collections sont axées sur les sciences humaines (histoire, philologie, beaux-arts…) et qui abrite également les fonds patrimoniaux (manuscrits, incunables, imprimés anciens, cartes et plans…), il existe des bibliothèques facultaires spécialisées.
Il s'agit des bibliothèques :
- de la Faculté d'architecture et d'urbanisme ;
- de sciences humaines ;
- de la Faculté de psychologie et des sciences de l'éducation ;
- de l'Institut des sciences humaines et sociales ;
- de la Faculté Warocqué d'économie et de gestion ;
- de l’Institut des sciences juridiques ;
- de la Faculté des sciences et de la Faculté de médecine et de pharmacie ;
- de la Faculté polytechnique ;
- de linguistique.

Les bibliothèques de l'université, qui ont fêté leur bicentenaire en 1997, possèdent près de 900 000 volumes. Parmi ceux-ci, des manuscrits (450) dont le plus ancien date du Xe siècle, des impressions xylographiques (2), des incunables (300), des imprimés des XVIe, XVIIe et XVIIIe siècles, des cartes et plans, des estampes, des photographies, ainsi qu'une importante collection de journaux locaux datant pour la plupart du XIXe siècle (en cours de microfilmage) et des fonds particuliers.
Enfin, la bibliothèque centrale possède un exemplaire de la Bible de Gutenberg. Seuls 48 exemplaires de cet ouvrage, qui fut le premier livre imprimé en Europe, subsistent actuellement dans le monde. Deux exemplaires sont conservés en Belgique, l'un à la bibliothèque de l'université de Mons et l'autre au musée Plantin-Moretus à Anvers.

## Personnalités liées à l'université

### Docteurshonoris causa
En 2010, Muhammad Yunus, fondateur de la Grameen Bank
En 2011 :
- Frédéric Courant
- Jamy Gourmaud
- Angela Friederici
- Guy Orban
- Miller Puckette
- Alain Van Crugten

En 2013 : 
- Robert Hare
- Wolfgang Thomas
- François Morin
- Françoise-Hélène Jourda
- Radhia Nasraoui

En 2014, dans le contexte de Mons capitale européenne de la culture en 2015, le titre a été attribué à 6 personnalités reconnues du monde de la culture :
- Salvatore Adamo
- Michèle Anne de Mey
- Yolande Moreau
- Panamarenko
- François Schuiten
- Jean-Philippe Toussaint
- Marie Rose Moro
- Thomas Lilti

## Bâtiments[16]

### Bâtiment de Houdain

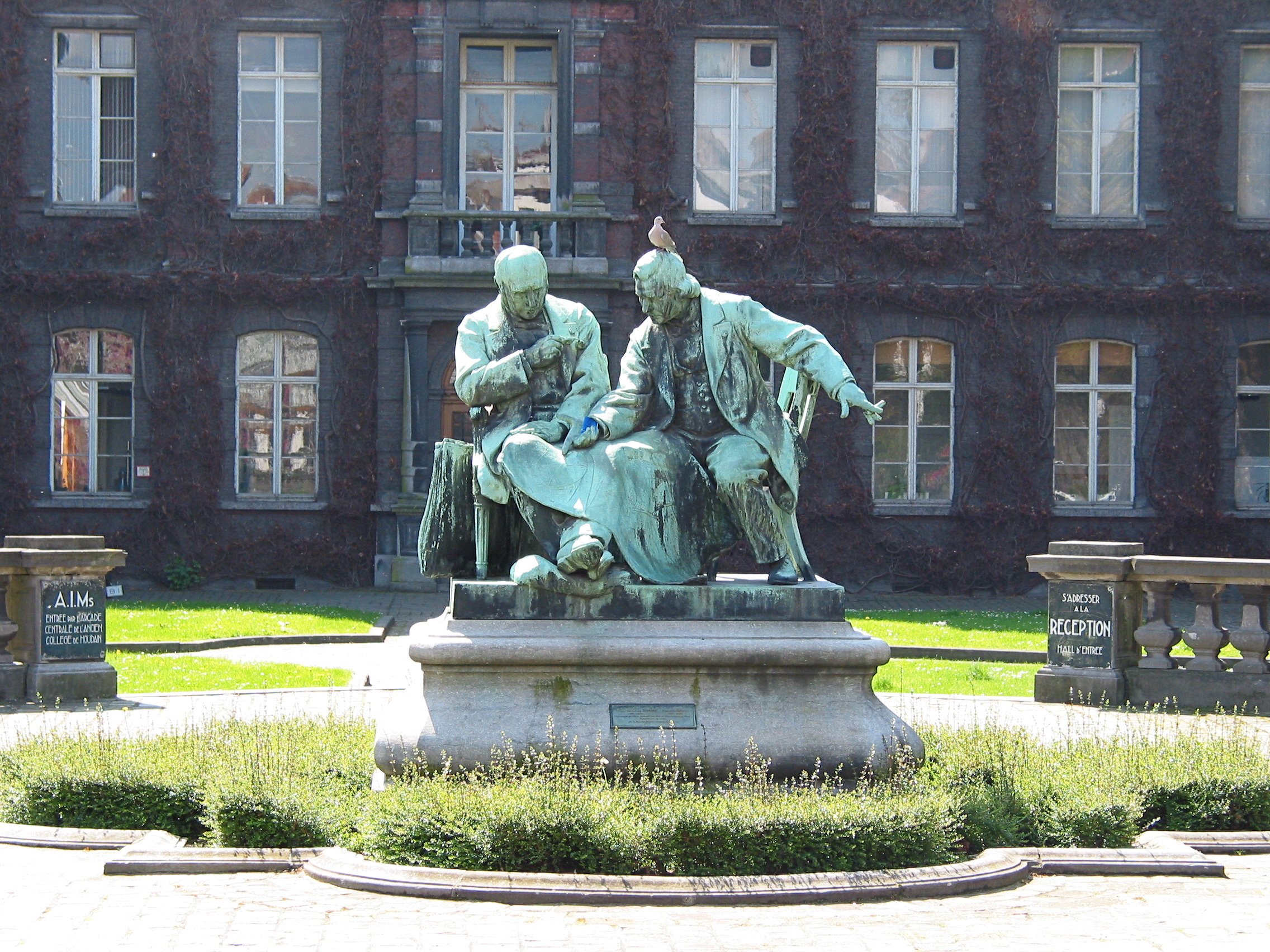
Théophile Guibal et Barthélémi-Adolphe Devilley.

À l’origine ce bâtiment forme le collège de Houdain, collège d’humanité fondé en 1545 par le magistrat de la ville de Mons. Sis au cœur de l’ancien jardin de l’hôpital de Houdain, l’édifice actuel date du 1er tiers du XVIIIe siècle et fut dessiné par l’architecte de Bettignies, aussi auteur du campanile de Sainte-Élisabeth. Passé en 1781 à l’hôpital du Saint-Esprit et au Bureau de Bienfaisance, le collège reçut le nom de caserne de Saint-Esprit.
L’aile originelle est surmontée d’un campanile ajouré et de lucarnes d’agrément.
La nouvelle École des mines, première école formant des ingénieurs civils en Belgique fondée en 1836 par Théophile Guibal et Barthélémi-Adolphe Devillez prend possession du site en 1878 et y adjoint de nouvelles ailes.
Aujourd'hui, l’ancien collège de Houdain est intégré dans les bâtiments de la Faculté polytechnique de Mons. Outre le site historique de la Faculté polytechnique, ces bâtiments abritent l'Espace Terre et Matériaux.

### Bâtiment Mendeleïev

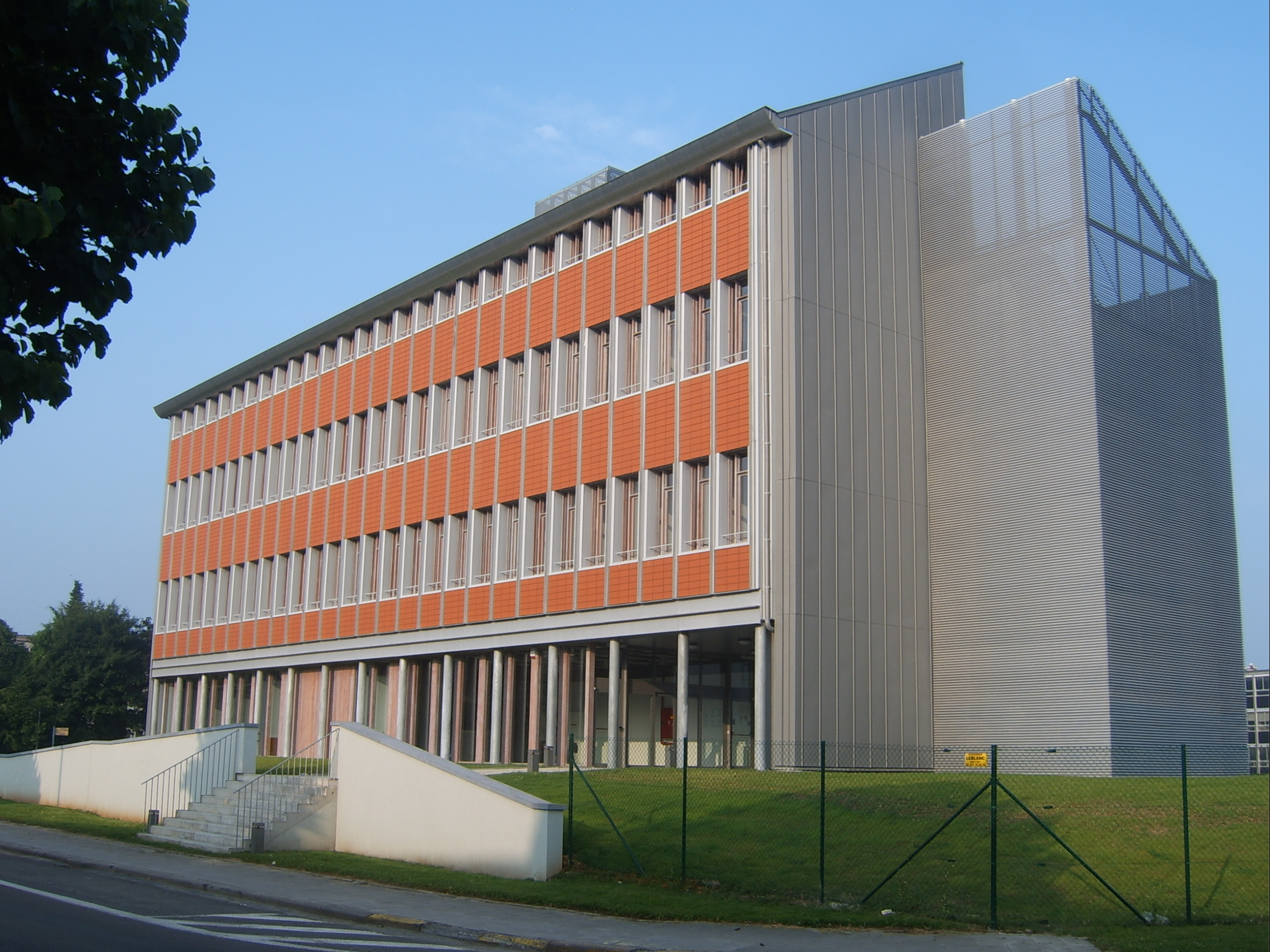

Après deux années de travaux, le vendredi 4 septembre 2009, a été inauguré en présence de M. Elio Di Rupo, bourgmestre de la ville de Mons et ministre d'État et de M. Jean-Claude Marcourt, ministre de l'Enseignement supérieur, le bâtiment Mendeleïev, bâtiment destiné à des recherches internationales de haut niveau en chimie.
Le Mendeleïev abrite six services de chimie et il comprend six niveaux. Il possède une superficie de 5 143 m2 dont 917 m2 de bureaux, 963 m2 de laboratoires d'enseignement et 2 798 m2 pour quatre laboratoires de recherche.
Les quatre laboratoires portent les noms de Rosalind Franklin, Alan MacDiarmid, Paul Lauterbur et Linus Pauling et nous y trouvons plusieurs services de chimie tels que :
- chimie des matériaux nouveaux (CMN) ;
- interfaces et fluides complexes (InFluX) ;
- chimie organique et le Groupe de Recherche en Spectrométrie de Masse (MSRG) ;
- chimie générale, organique et biomédicale et le laboratoire de Résonance magnétique nucléaire (RMN) ;
- matériaux polymères et composites (SMPC) ;
- analyse pharmaceutique.

Le bâtiment a coûté environ 13 millions d'euros, et a été financé par l’université.